# یاسوهیرو کاماتا
یاسوهیرو کاماتا (ژاپنی: 鎌田 安啓؛ زادهٔ ۱۱ ژوئن ۱۹۸۰) یک بازیکن فوتبال اهل ژاپن است.
از باشگاه‌هایی که در آن بازی کرده‌است می‌توان به باشگاه فوتبال هوکایدو کونسادول ساپورو، باشگاه فوتبال رواسو کوماموتو، باشگاه فوتبال و-واران ناگاساکی و باشگاه فوتبال ریوکیو اشاره کرد.